# 万寿庵 (无锡)
31°42′07″N 120°30′20″E / 31.70193°N 120.50548°E
万寿庵，位于中华人民共和国江苏省无锡市锡山区东湖塘镇东升村。是一处古寺，为无锡市文物保护单位。

## 特点
万寿庵相传创建于明朝，其现存建筑均为晚清时期重建，共有二十余间。另有古银杏一株。古石碑两块，分别为道光二十四年的《宪仰谕禁》和光绪二十年的《奉宪勒石遵守》。庵内还存有香亭等文物。2003年，无锡市人民政府公布其为无锡市文物保护单位。2006年至2008年，在当地政府及民众支出资支持下，用五十多万元，将庙房重新翻修。